# Corsa in linea

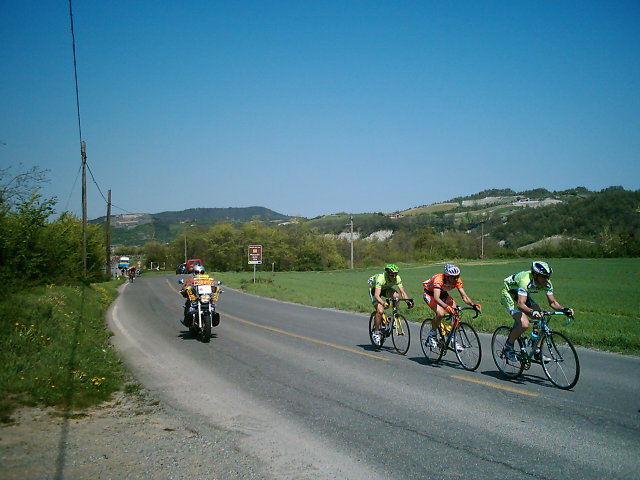
Tre corridori impegnati in un tentativo di fuga durante una corsa in linea

Una corsa ciclistica è definita corsa in linea, o semplicemente in linea, quando viene dato il via a tutti i corridori contemporaneamente, allineati dietro una linea di partenza (da cui il nome), e la classifica viene stilata in base all'ordine in cui essi varcano la linea di arrivo. L'altra modalità possibile è la corsa a cronometro, in cui i corridori partono scaglionati e la classifica viene stilata in base al tempo impiegato da ognuno.

## Descrizione
Si corre con partenza in linea la maggior parte delle corse di un giorno, tra cui tutte le classiche. Anche nelle corse a tappe le frazioni sono per la maggioranza in linea, con al massimo due o tre tappe a cronometro nelle corse a tappe di tre settimane, e una (o anche nessuna) in quelle più corte.
Nel mondo professionistico sono presenti corse in linea sia nel circuito UCI World Tour che nei circuiti continentali UCI, mentre appartengono alle corse in linea anche i criterium e in ambito amatoriale tutte le gare del circuito gran fondo e medio fondo.
In genere i percorsi delle corse in linea professionistiche o sono completamente pianeggianti oppure sono vallonati con salite più o meno dure con lunghezza massima di qualche km, al contrario di tappe di montagna nelle corse a tappe con salite anche piuttosto lunghe ed importanti dislivelli.
Inoltre diversamente dalle corse a cronometro, nelle quali i corridori tentano di mantenere un'andatura il più regolare possibile, nelle corse in linea vi sono diverse tattiche di gara orientate a sfruttare la scia degli altri corridori (siano essi compagni di squadra o avversari) per risparmiare energie per quanto possibile. Nel ciclismo moderno, così come le corse a tappe sono appannaggio di corridori specializzati che alla lunga eccellono in doti di resistenza e recupero e in grado di lottare nelle gare a cronometro e in salita, le corse in linea di un giorno sono appannaggio di corridori specializzati che massimizzano la resa agonistica durante l'intera gara, spesso con doti di potenza (in genere scattisti, passisti-veloci e finisseur), e dove risulta non trascurabile anche l'aspetto tattico. 
Nella storia del ciclismo fanno eccezione quei ciclisti che si sono distinti sia come vincitori di grandi corse a tappe sia come vincitori di corse in linea di un giorno tra cui le classiche: questi in genere sono considerati corridori completi e tra essi figurano i più grandi ciclisti.